# Ferrari F310
La Ferrari F310 è la quarantatreesima monoposto costruita dalla casa automobilistica Ferrari, realizzata per partecipare al campionato mondiale di Formula 1 1996.

## Caratteristiche

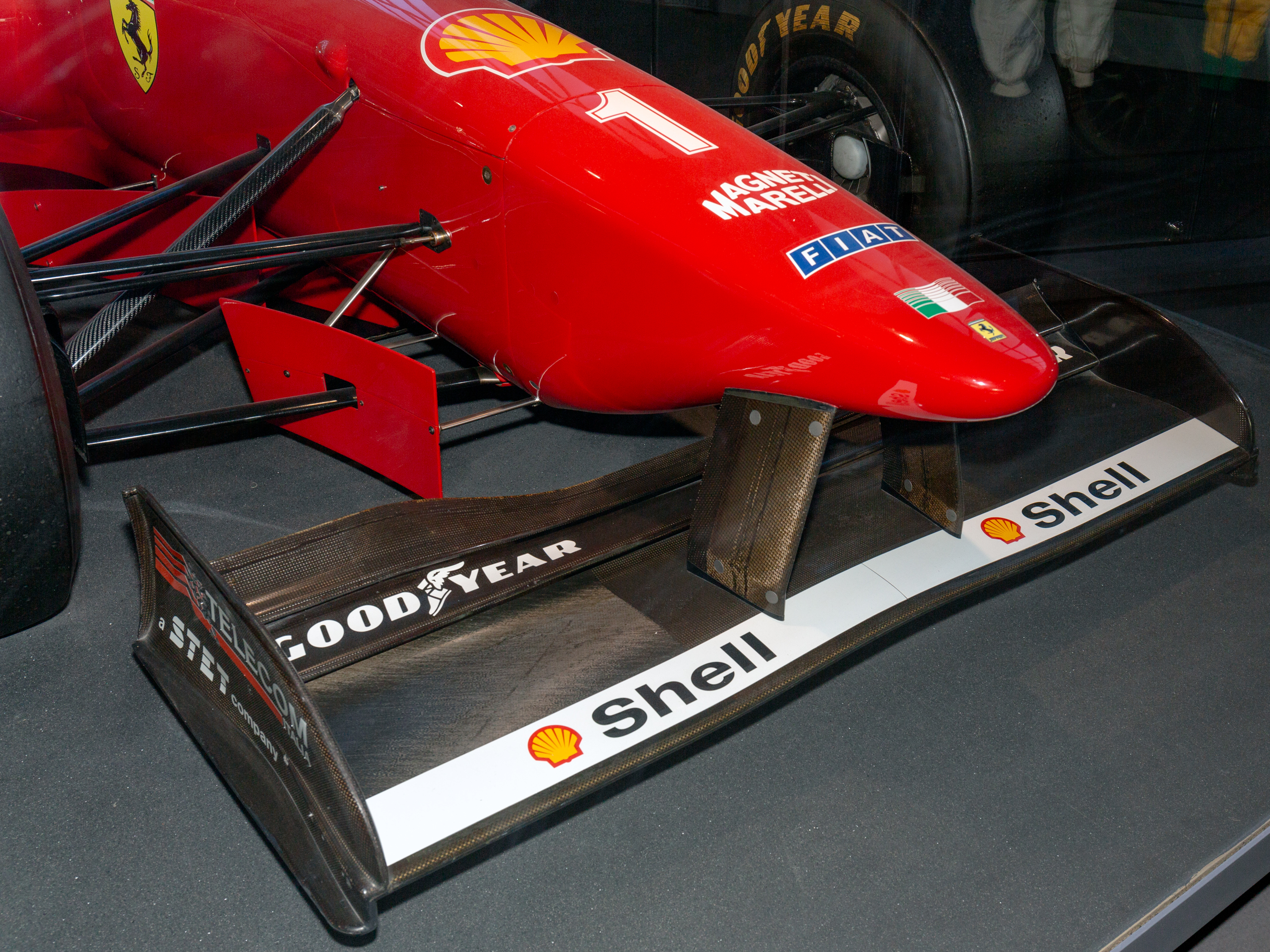
Dettaglio dell'anteriore della F310 nella seconda versione a muso alto

Fin dal proprio nome la F310 palesò la sua novità tecnica più rilevante, una vera e propria «svolta epocale» in casa Ferrari. Si decise infatti di abbandonare il motore V12, usato dalla Scuderia per gran parte della sua esperienza in Formula 1, in favore di una configurazione V10, una scelta finalizzata a ridurre peso e ingombri, ridurre i consumi e meglio gestire la cilindrata massima di 3000 cm³ imposta dal regolamento: la sigla «310» indicava per l'appunto la cilindrata di 3 litri e il numero dei cilindri, questi ultimi disposti a 75° secondo lo schema progettato dall'ingegnere Paolo Martinelli.
La carrozzeria presentava forme peculiari, in particolare per quanto concerneva le pance laterali, staccate dal corpo macchina e raccordate a quest'ultimo da un unico profilo alare, riprendendo un concetto già implementato sulla F92A del 1992; nuovo era anche il disegno del cofano motore, molto largo e costituente un tutt'uno con le voluminose protezioni ai lati dell'abitacolo, queste ultime introdotte dal regolamento a seguito dei tragici fatti della stagione 1994, per dare maggiore sicurezza al collo e al capo dei piloti, prevenendo gli spostamenti laterali. Quanto a queste ultime, la Ferrari scelse di attenersi alle proporzioni indicate nelle norme in modo abbastanza letterale, mentre altre squadre (tra le quali la Williams), grazie a un diverso disegno del cofano e in particolare dell'hood scoop presentarono protezioni di dimensioni ben più ridotte, con relativi benefici a livello di minor resistenza all'aria.
Le soluzioni aerodinamiche erano però nel complesso convenzionali, soprattutto all'anteriore, ove il musetto adottava un profilo spiovente e raccordato direttamente all'alettone; tuttavia il direttore tecnico John Barnard si dedicò in maniera decisa allo sviluppo della sezione e dal Gran Premio del Canada venne introdotto un nuovo muso rialzato, pressoché piatto dall'estremità alla centina dell'abitacolo, collegato all'ala da un doppio piloncino trapezoidale. La F310 fu anche la prima Ferrari di Formula 1 a montare un volante multifunzione, che integrava su di sé tutti i comandi e la strumentazione presenti in precedenza sul cruscotto, in modo da non distogliere troppo il pilota dalla guida.
Per quanto riguardava le forniture tecniche, al termine del campionato 1995 si era concluso il rapporto di collaborazione tra la Scuderia e Agip, che durava dal 1974: alla fornitura di carburante e olio subentrò pertanto Shell, già partner del Cavallino dal 1929 agli anni 1970, che ebbe peraltro un ruolo determinante, assieme al confermato sponsor Marlboro (ormai in procinto di rivolgere sulla sola Ferrari i suoi investimenti in Formula 1), nel garantire le risorse economiche necessarie all'ingaggio di Michael Schumacher. Venne confermata sulla livrea anche la presenza dei marchi Pioneer e Telecom Italia, ai quali si aggiunse la marca di gioielli Asprey.

## Scheda tecnica
- Carreggiata anteriore: 1,690 m
- Carreggiata posteriore: 1,605 m
- Telaio: materiali compositi, a nido d'ape con fibre di carbonio
- Trazione: posteriore
- Frizione: multidisco
- Cambio: trasversale Ferrari, 6 marce e retromarcia (comando semiautomatico sequenziale a controllo elettronico)
- Differenziale: autobloccante
- Freni: a disco autoventilanti in carbonio
- Motore: Tipo 046
  - Num. cilindri e disposizione: 10 a V (75°)
  - Cilindrata: 2998,1 cm³
  - Potenza: 715 CV
  - Distribuzione: pneumatica
  - Valvole: 40
  - Materiale blocco cilindri: alluminio microfuso
  - Olio: Shell
  - Alimentazione: iniezione elettronica digitale Magneti Marelli
  - Accensione: elettronica Magneti Marelli statica
- Sospensioni: indipendenti a puntone e molla di torsione anteriore e posteriore
- Pneumatici: Goodyear
- Cerchi: 13 in

## Carriera agonistica
(Eddie Irvine, 2009)

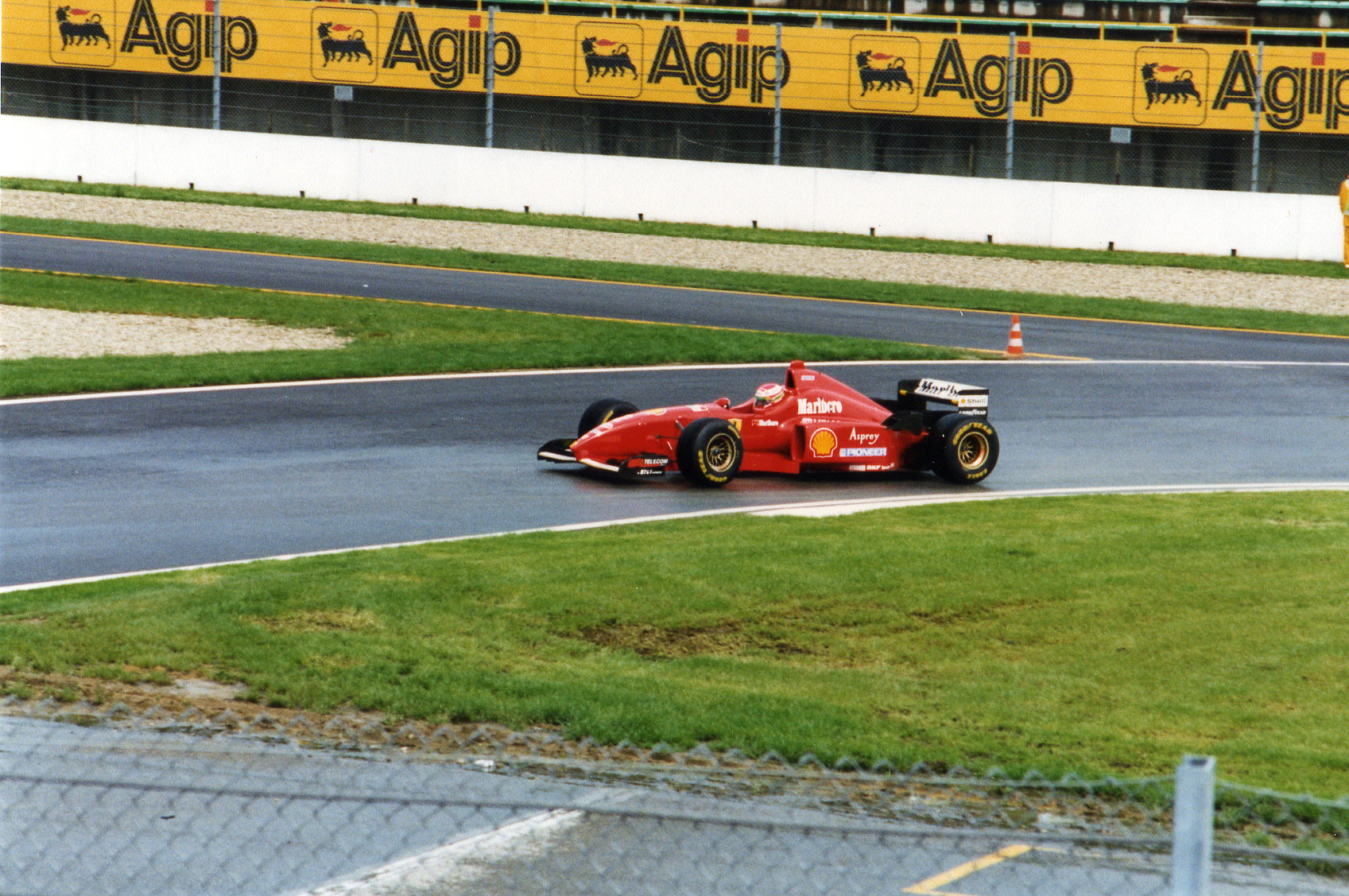
Eddie Irvine nelle prove libere di Imola con la F310 a muso basso

Nonostante le tante innovazioni aerodinamiche, nel corso della stagione 1996 la F310 non si rivelò pienamente all'altezza delle aspettative, riuscendo a colmare solo in parte il divario che sussisteva tra la Ferrari e i due top team dell'epoca, la britannica Williams e l'anglo-italiana Benetton, quest'ultima iridata uscente.
Il Cavallino si presentò al debutto stagionale in Australia, sul nuovo tracciato cittadino di Melbourne, con una rinnovata line-up formata dal tedesco Michael Schumacher, reduce dai due titoli vinti consecutivamente con la Benetton e ingaggiato con un contratto ultra-miliardario col chiaro obiettivo di riportare la Ferrari a primeggiare, e dal nordirlandese Eddie Irvine, distintosi nelle precedenti stagioni al volante della Jordan. All'Albert Park fu a sorpresa la seconda guida ferrarista a cogliere il migliore risultato con il terzo posto finale; il distacco dalle Williams di Damon Hill e dell'esordiente Jacques Villeneuve fu però fin da subito ragguardevole. Per contro il prosieguo del mondiale si rivelò decisamente complicato per Irvine, che a posteriori definì la F310 «un mezzo rottame. Cadeva a pezzi [...] l'antenata spirituale della Jaguar R2, la peggiore F1 che io abbia mai guidato»; la monoposto numero 2 subì infatti dieci ritiri per cedimenti meccanici, di cui ben otto consecutivi tra Montmeló e Monza, i quali erano solo in parte ascrivibili all'irruente stile di guida del suo pilota.

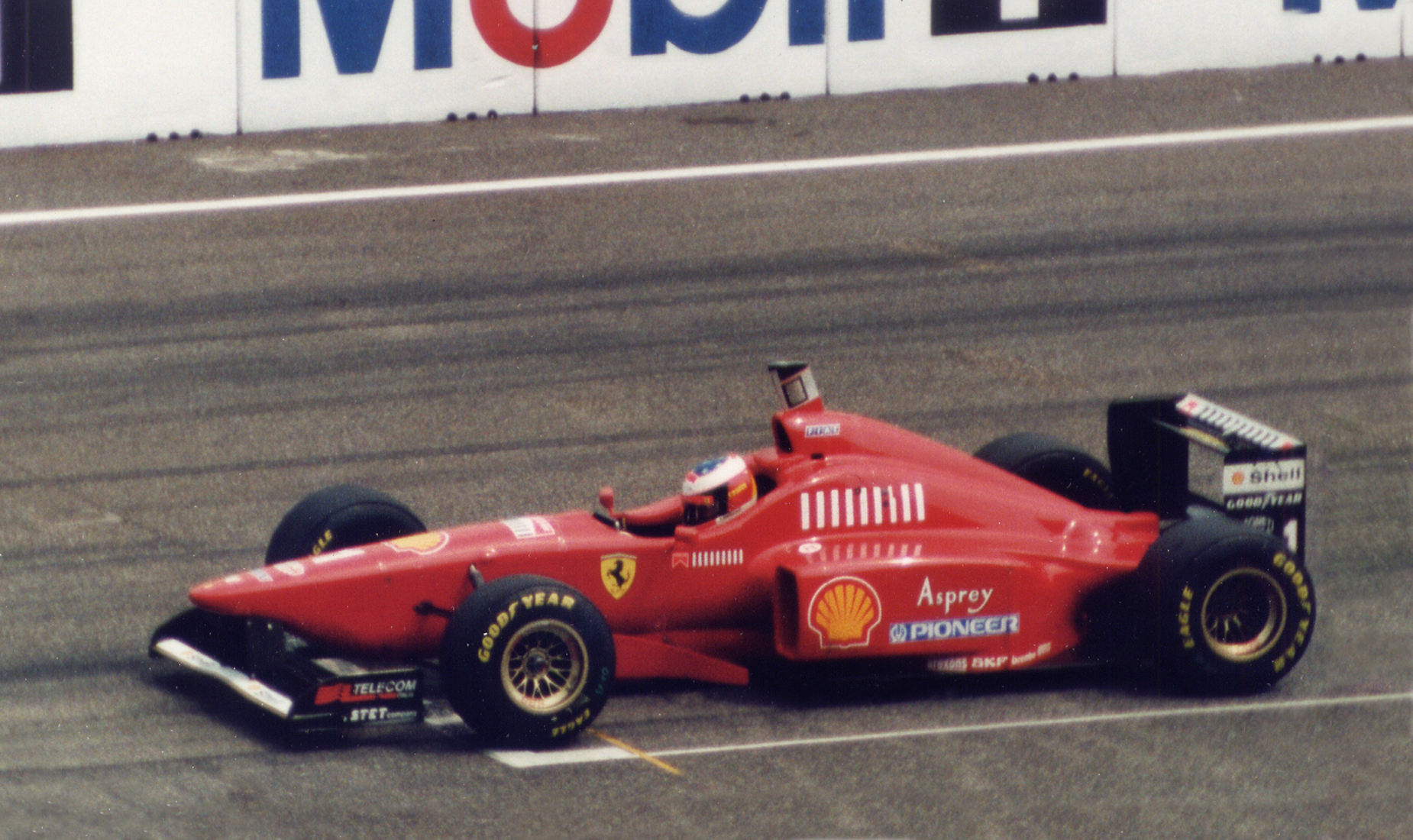
Michael Schumacher nelle prove libere di Hockenheim con la F310 a muso alto

La F310 si dimostrò nel complesso abbastanza veloce, ma decisamente carente sotto il profilo dell'affidabilità, sia in prova sia in gara. Tra i maggiori handicap vi erano la pessima gestione delle gomme posteriori, che si deterioravano repentinamente (soprattutto ad alte temperature atmosferiche e dell'asfalto), e l'insufficiente afflusso d'aria al propulsore V10, dovuto alla conformazione errata dell'hood scoop, che costringeva Schumacher e Irvine a inclinare la testa nei rettilinei nel tentativo di lasciar fluire più aria nel vano motore. Fin dai test invernali insorsero problemi anche al serbatoio della benzina, realizzato in carbonio, che inizialmente non riusciva a garantire una tenuta stagna, e al nuovo cambio con scatola della trasmissione in titanio ed elementi interni miniaturizzati; in quest'ultimo caso, per provare a risolverne l'inaffidabilità, si optò per ri-adottare il cambio della precedente 412 T2 (ciò era possibile poiché entrambi erano basati su un'architettura trasversale); la trasmissione originaria venne ripristinata solo a fine aprile, al Nürburgring. Tutto ciò cooperò a rallentare lo sviluppo della monoposto, che non poté beneficiare appieno delle sessioni di collaudo prestagionali.
Il solo Schumacher, con il suo talento, riuscì a in parte a supplire ai limiti del mezzo, riuscendo in determinate circostanze a lottare alla pari contro le superiori Williams motorizzate Renault. Anch'egli fu però vittima di sei ritiri, soprattutto nella prima parte della stagione, compreso quello nel giro di ricognizione del Gran Premio di Francia che stava andando ad affrontare da poleman. Il tedesco seppe comunque cogliere il primo podio con la Rossa già al secondo appuntamento in Brasile, ottenendo poi tre vittorie, la prima delle quali giunse in Spagna in una gara passata alla storia, segnata da difficili condizioni meteo, in cui mise a frutto le sue doti di guida sul bagnato; fecero seguito le affermazioni in Belgio e soprattutto in Italia, a Monza, dove la Ferrari non vinceva da otto anni. A completare il bottino vi furono quattro pole position e due giri veloci.
Tale ruolino permise a Schumacher di chiudere il 1996 al terzo posto nella classifica piloti, mentre Irvine, che oltre ad essere ancor più bersagliato da guasti e incidenti aveva palesato anche una certa discontinuità di prestazioni tra una gara e l'altra, fu decimo; il risultato combinato portò la Scuderia al secondo posto nel campionato costruttori, dietro alla sola Williams e davanti alla Benetton campione uscente, sopravanzata proprio nell'ultimo appuntamento stagionale in Giappone. 
La F310, pur tra i suoi tanti problemi, ebbe comunque il merito di ridurre considerevolmente il gap che separava la Ferrari dalla Williams, facendo acquisire esperienza verso il nuovo propulsore V10 e, soprattutto, ponendo i presupposti per il ritorno in pianta stabile della squadra di Maranello ai vertici della categoria, nel segno del legame con Michael Schumacher, binomio che nei successivi dieci anni avrebbe segnato un'epoca per il Cavallino e per tutta la Formula 1.

## Piloti
| Piloti ufficiali       | Piloti ufficiali   | Piloti ufficiali |
| Nazione                | Nome               | Numero           |
| ---------------------- | ------------------ | ---------------- |
| Germania (bandiera)    | Michael Schumacher | 1                |
| Regno Unito (bandiera) | Eddie Irvine       | 2                |
| Piloti di riserva      |                    |                  |
| Nazione                | Nome               | Numero           |
| Italia (bandiera)      | Nicola Larini      |                  |

## Risultati in Formula 1
| Anno | Vettura | Motore               | Gomme | Piloti       |     |   |     |     |   |     |     |     |     |     |     |     |     |     |   |     |  |  |  |  |  |  |  |  | Punti | Pos. |
| ---- | ------- | -------------------- | ----- | ------------ | --- | - | --- | --- | - | --- | --- | --- | --- | --- | --- | --- | --- | --- | - | --- |  |  |  |  |  |  |  |  | ----- | ---- |
| 1996 | F310    | Ferrari Tipo 046 V10 | G     | M.Schumacher | Rit | 3 | Rit | 2   | 2 | Rit | 1   | Rit | NP  | Rit | 4   | 9   | 1   | 1   | 3 | 2   |  |  |  |  |  |  |  |  | 70    | 2º   |
| 1996 | F310    | Ferrari Tipo 046 V10 | G     | Irvine       | 3   | 7 | 5   | Rit | 4 | 7   | Rit | Rit | Rit | Rit | Rit | Rit | Rit | Rit | 5 | Rit |  |  |  |  |  |  |  |  | 70    | 2º   |

| Legenda | 1º posto     | 2º posto | 3º posto    | A punti         | Senza punti/Non class.  | Grassetto – Pole position Corsivo – Giro più veloce |
| Legenda | Squalificato | Ritirato | Non partito | Non qualificato | Solo prove/Terzo pilota | Grassetto – Pole position Corsivo – Giro più veloce |